# Margaret Murdock
Margaret Murdock (geboren als Margaret Thompson am 25. August 1942 in Topeka) ist eine ehemalige Sportschützin aus den Vereinigten Staaten. Sie war 1976 die erste olympische Medaillengewinnerin im Sportschießen.

## Karriere
Margaret Thompson graduierte 1965 an der Kansas State University und ging dann zur US Army. 1977 schloss sie ihr Studium als Krankenschwester an der Washburn University ab.
Bei den Weltmeisterschaften 1966 in Wiesbaden gewann Margaret Thompson in den Frauenbewerben Silber im Liegendschießen hinter der Polin Eulalia Zakrzewska, auch in der Mannschaftswertung gewannen die Polinnen vor dem US-Team. Im Dreistellungskampf siegte Thompson sowohl im Einzel als auch mit der Mannschaft. Margaret Thompson gehörte auch zur amerikanischen Mannschaft in den Gewehrdisziplinen. Im Dreistellungskampf mit dem Freien Gewehr über 300 Meter gewann das US-Team mit Gary Anderson, John Foster, Margaret Thompson und Lones Wigger. Zusammen mit Gary Anderson, Thomas Pool und Lones Wigger gewann Thompson auch Mannschaftsgold im Kleinkaliber-Dreistellungskampf. In der gleichen Besetzung gewann das Team auch Gold in der Kniendposition und Bronze im Stehendschießen.
1967 gewann Thompson zwei Goldmedaillen bei den Panamerikanischen Spielen in Winnipeg. In der Kniend-Position stellte sie dabei mit 391 Punkten einen Weltrekord auf. Damit war sie sportartübergreifend die erste Frau, die einen Weltrekord aufstellte, der besser war als der Weltrekord der Männer.
Bei den Weltmeisterschaften 1970 in Phoenix trat sie nach ihrer Heirat als Margaret Murdock an. Sie gewann die Einzelwertung im 300-Meter-Stehendschießen vor ihren Landsleuten John Foster und John Writer. Mit Writer, Foster und Lones Wigger gewann sie die Mannschaftswertung in der Stehendposition und im Dreistellungskampf mit dem Freien Gewehr sowie Silber in der Kniendposition. In den Frauenwettbewerben siegte sie im Dreistellungskampf sowohl in der Einzel- als auch in der Mannschaftswertung.
Vier Jahre später bei den Weltmeisterschaften in Thun siegte Murdock in der Mannschaftswertung des Kleinkaliber-Dreistellungskampfs und im Kleinkaliber-Stehendschießen zusammen mit Lanny Bassham, John Writer und Lones Wigger. Im Liegend- und im Kniendschießen gewann sie Mannschaftssilber. In den Frauenwettbewerben gewann sie Bronze im Dreistellungskampf, siegte aber in der Liegendposition sowohl in der Einzel- als auch in der Mannschaftswertung. Bei den Panamerikanischen Spielen 1975 in Mexiko-Stadt gewann sie im Dreistellungskampf und in zwei Mannschaftswettbewerben.
Bei den Olympischen Spielen 1976 in Montreal trat Margaret Murdock im Kleinkaliber-Dreistellungskampf an. Lanny Bassham und Margaret Murdock erzielten beide 1162 Punkte und hatten damit zwei Punkte Vorsprung vor dem drittplatzierten Werner Seibold aus der Bundesrepublik Deutschland. Die Entscheidung zwischen Bassham und Murdock wurde wegen Basshams besserem Ergebnis in der letzten Serie getroffen. Bei der Siegerehrung standen Bassham und Murdock gemeinsam auf dem obersten Treppchen. Margaret Murdock war die erste olympische Medaillengewinnerin im Schießen, acht Jahre nach ihrer olympischen Medaille kamen 1984 in Los Angeles eigene Frauenwettbewerbe ins olympische Programm.